# Wacław Gebethner
Wacław Gebethner (ur. 26 stycznia 1899 w Warszawie, zm. 3 grudnia 1959 w Komorowie) – polski lekkoatleta, porucznik rezerwy kawalerii Wojska Polskiego, kawaler Orderu Virtuti Militari.

## Życiorys
Wacław Gebethner urodził się 26 stycznia 1899 w Warszawie jako syn Jana i Marii z d. Herse.
Jako sportowiec specjalizował się w biegach sprinterskich oraz skoku w dal i trójskoku. Grał także, jako napastnik, w piłkę nożną w macierzystym klubie i był jednym z bardziej skutecznych zawodników, znajdując się w pierwszej osiemnastce najlepszych strzelców Polonii w latach 1915–1925.
W 1920 roku został mistrzem Polski w biegu rozstawnym 4 × 100 metrów (drużyna Polonii Warszawa, w której składzie się znalazł pobiła wówczas rekord kraju), rok później zdobył srebrne medale krajowego czempionatu w skoku w dal i trójskoku. Dwukrotny rekordzista Polski w sztafecie 4 × 100 metrów.
Znalazł się w gronie zawodników nominowanych do kadry na Igrzyska Olimpijskie w 1920. Z powodu wojny z bolszewikami Polska nie wysłała jednak ostatecznie reprezentacji na te zawody.
Rekordy życiowe: bieg na 200 metrów – 24,0 (21 września 1918, Warszawa); skok w dal – 6,18 (31 lipca 1921, Warszawa); trójskok – 11,47 (31 lipca 1921, Warszawa).
W czasie wojny z bolszewikami walczył w szeregach 214 pułku ułanów. Dowodził plutonem w 4 szwadronie. Wyróżnił się 12 września 1920 roku w walkach pod Zaglinkami, w czasie których został ciężko ranny w nogę. Za udział w walkach tego pułku został odznaczony Krzyżem Srebrnym Orderu Virtuti Militari. 
Ukończył studia ekonomiczne na Uniwersytecie Poznańskim. Pracował jako księgarz – jeden z dyrektorów w rodzinnej firmie Gebethner i Wolff – oraz redaktor w Tygodniku Ilustrowanym i miesięczniku Naokoło Świata. Od kwietnia 1934 do kwietnia 1939 roku był wiceprezesem i członkiem prezydium Związku Księgarzy Polskich.
Do stopnia porucznika awansował ze starszeństwem z 2 stycznia 1932 roku w korpusie oficerów rezerwy kawalerii. W 1934 roku pozostawał w ewidencji Powiatowej Komendy Uzupełnień Warszawa Miasto III. Posiadał przydział w rezerwie do 24 pułku ułanów w Kraśniku.
Walczył w kampanii wrześniowej. Po klęsce przedostał się do Francji i Wielkiej Brytanii, gdzie pozostawał wciąż przy 24 pułku ułanów.

## Życie rodzinne
Pochodził ze znanej rodziny warszawskich księgarzy, a jego dziadek Gustaw był twórcą księgarni Gebethner i Wolff. Wraz ze starszymi braćmi, Tadeuszem i Janem Gebethner, był jednym ze współzałożycieli klubu Polonia Warszawa.
Spoczywa na cmentarzu Powązkowskim (kwatera 205-1/6-11/18).

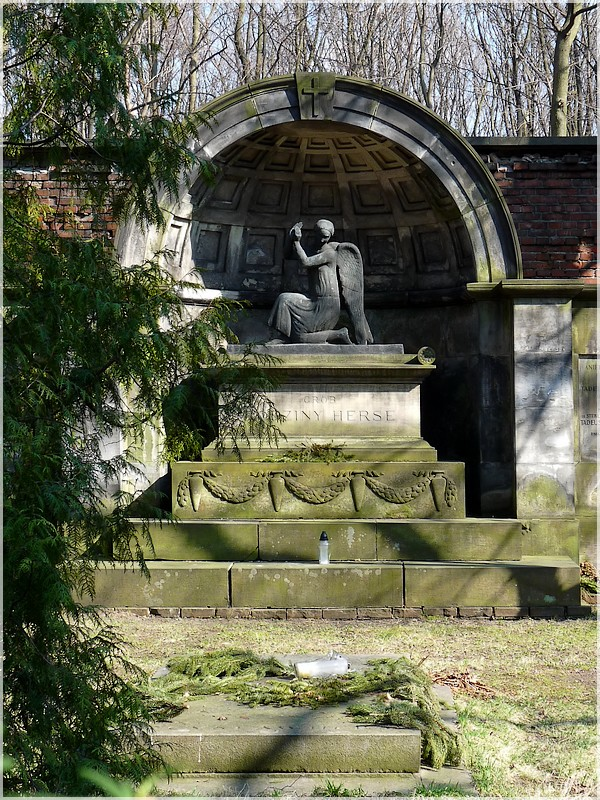
Grobowiec rodziny Herse i Gebethnerów na cmentarzu Powązkowskim w Warszawie (kwatera 205)

## Ordery i odznaczenia
- Krzyż Srebrny Orderu Wojskowego Virtuti Militari nr 4578[1][9]
- Krzyż Walecznych (dwukrotnie)[10]
- Medal Pamiątkowy za Wojnę 1918–1921[10]
- Medal Dziesięciolecia Odzyskanej Niepodległości[10]